# Triumph Studios
Triumph Studios（トライアンフスタジオ）は、オランダのデルフトに拠点を置くコンピュータゲーム開発会社である。1997年に設立され、主にAge of Wondersシリーズの開発で知られている。
2017年7月7日にParadox Interactiveが100%株式を取得し、同社の完全子会社となる。

## 開発ゲーム
- Age of Wonders（英語版） - 1999年10月31日発売 (Epic Gamesとの共同開発)
- Age of Wonders II: The Wizard's Throne（英語版） - 2002年6月12日発売
- Age of Wonders: Shadow Magic（英語版） - 2003年7月22日発売
- Overlord（英語版） - 2007年6月29日発売
- Overlord: Raising Hell（英語版） - 2008年2月15日発売
- Overlord II（英語版） - 2009年6月23日発売
- Age of Wonders Trilogy - 2010年10月11日発売
- Age of Wonders III（英語版） - 2014年3月31日発売
- Age of Wonders: Planetfall（英語版）- 2019年8月6日発売
- Age of Wonders 4- 2023年5月3日発売